# Mackville (Kentucky)
Mackville es una ciudad ubicada en el condado de Washington en el estado estadounidense de Kentucky. En el Censo de 2010 tenía una población de 222 habitantes y una densidad poblacional de 209,57 personas por km².

## Geografía
Mackville se encuentra ubicada en las coordenadas 37°44′3″N 85°4′11″O / 37.73417, -85.06972. Según la Oficina del Censo de los Estados Unidos, Mackville tiene una superficie total de 1.06 km², de la cual 1.05 km² corresponden a tierra firme y (0.98%) 0.01 km² es agua.

## Demografía
Según el censo de 2010, había 222 personas residiendo en Mackville. La densidad de población era de 209,57 hab./km². De los 222 habitantes, Mackville estaba compuesto por el 95.95% blancos, el 0% eran afroamericanos, el 0% eran amerindios, el 0% eran asiáticos, el 0% eran isleños del Pacífico, el 0% eran de otras razas y el 4.05% pertenecían a dos o más razas. Del total de la población el 0% eran hispanos o latinos de cualquier raza.